# Frontier megye
Frontier megye az Amerikai Egyesült Államokban, azon belül Nebraska államban található. Megyeszékhelye Stockville, legnagyobb városa Curtis. Lakosainak száma 2519 fő (2020. április 1.). Frontier megye Lincoln, Red Willow, Furnas, Hayes, Hitchcock, Gosper és Dawson megyékkel határos.

## Népesség
A megye népességének változása:
| Lakosok száma | 2751 | 2730 | 2730 | 2709 | 2624 | 2519 |
|               | 2010 | 2011 | 2012 | 2013 | 2015 | 2020 |